# Nana Dzagnidze
Nana Dzagnidze (in georgiano ნანა ძაგნიძე?; Tbilisi, 1º gennaio 1987) è una scacchista georgiana, Grande maestro.

## Carriera

### Giovanili e juniores
Dimostrò un precoce talento vincendo nel 1999 a Erevan il campionato del mondo giovanilefemminile Under-12. Nel 2003 vinse a Nakhchivan il campionato del mondo juniores femminile (Under-20), con due punti di vantaggio sulla seconda classificata.

### Risultati individuali
Le è stato riconosciuto il titolo di Grande Maestro assoluto nel 79º Congresso FIDE del 2008 .
Nel 2017 ha vinto il Campionato Europeo Femminile individuale. e il Campionato del Mondo Femminile blitz.
Nel novembre 2018 ha preso parte al Campionato del mondo femminile. Dopo aver superato nel primo turno la Cubana Yerisbel Miranda Llanes per 2 - 0 è stata eliminata al secondo turno dalla cinese Lei Tingjie per ½ - 1½.
Ha raggiunto il suo record Elo FIDE nel giugno 2015 con 2573 punti, numero 4 al mondo e prima tra le giocatrici georgiane .

### Nazionale
Ha partecipato a tre olimpiadi degli scacchi dal 2004 al 2008, sempre in seconda scacchiera, vincendo la medaglia d'oro di squadra alle olimpiadi di Dresda 2008. Dalle Olimpiadi del 2010 in poi ha giocato in prima scacchiera, ottenendo la medaglia di bronzo di squadra in quelle del 2010.
Ha vinto la medaglia d'oro in quarta scacchiera al campionato europeo a squadre femminile del 2007.